# Gamma-lactone
 (juin 2024).
Les gamma-lactones (ainsi que les delta-lactones) sont des molécules organiques, faisant partie des arômes de nombreux produits naturels.

## Gamma-butyrolactone
La gamma-butyrolactone est un arôme présent dans le Beurre.

## Gamma-valérolactone

Gamma-valéroactone (C_{5}H_{8}O_{2})

La gamma-valérolactone est un arôme présent dans le cacao, le café, le miel, la pêche, le tabac de Virginie (É.-U.).

## Gamma-hexalactone

Gamma-hexalactone (C_{6}H_{10}O_{2})

La gamma-hexalactone est un arôme présent dans le cacao, le raisin, l'abricot, le tabac Burley, le raisin Brandy, la pêche, la mangue, la framboise, la fraise.

## gamma-Heptalactone
C7H12O2 est un arôme de caramel/Noisette.

## gamma-Octalactone
C8H14O2 est une molécule à l'odeur fruitée voire de noix de coco

## gamma-Nonalactone
C9H16O2
Arôme présent dans la noix de coco et l'anis.

## gamma-Décalactone
C10H18O2 Arôme proche de l'abricot et de la pêche.

## gamma-Undécalactone
C11H20O2 Arôme fruitée proche de l'Abricot.

## gamma-Dodécalactone
C12H22O2 Arôme de pêche, de beurre, et de noix de muscade.

## Sources
- (en) Leffingwell - Article sur les gamma-lactones
- (fr)